# Alpenglow
Ne doit pas être confondu avec Alpine Alpenglow.

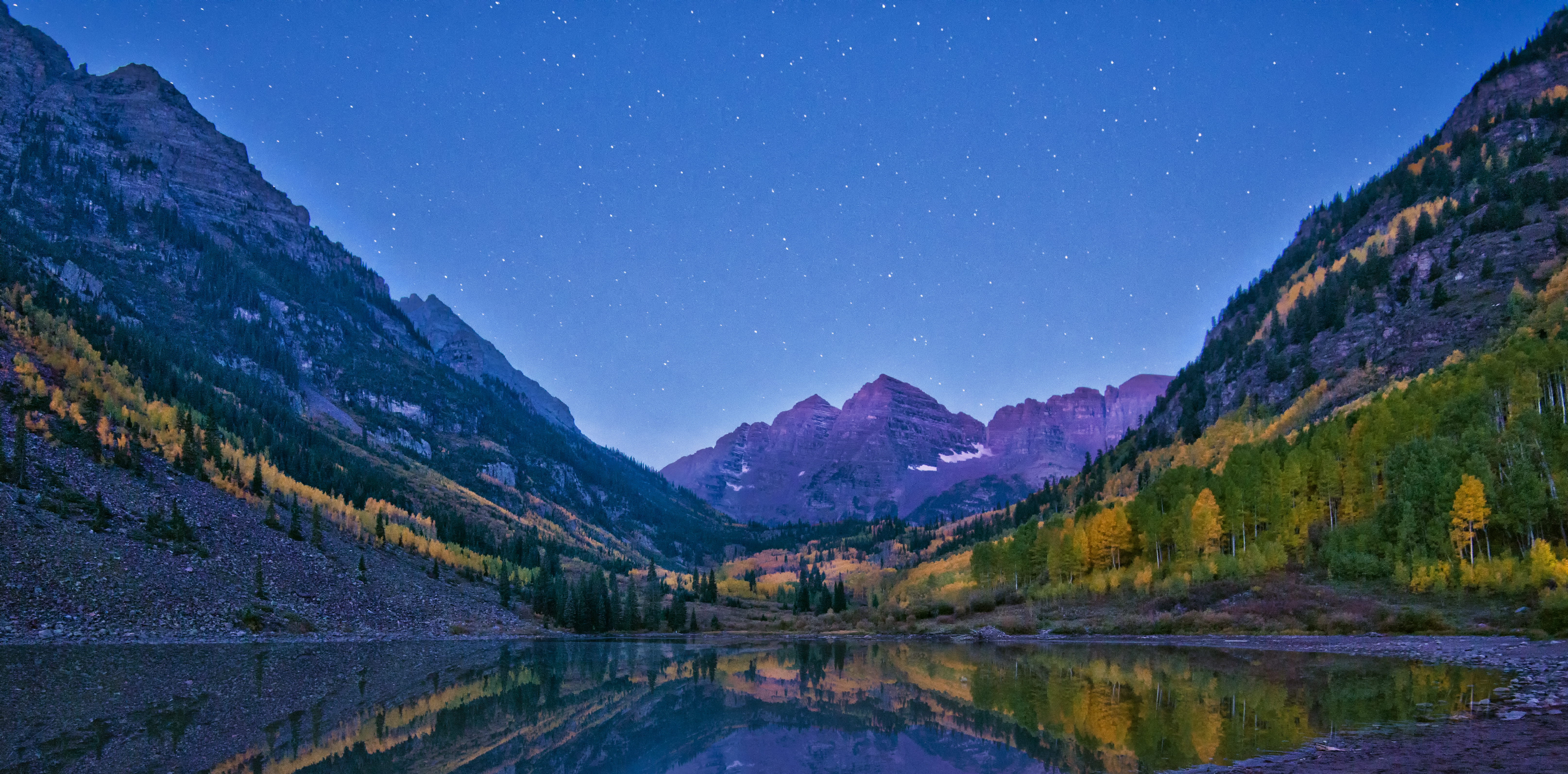
L’alpenglow à l'aube, sur les monts Maroon Bells au Maroon Lake, Colorado. Notez les étoiles dans le ciel.

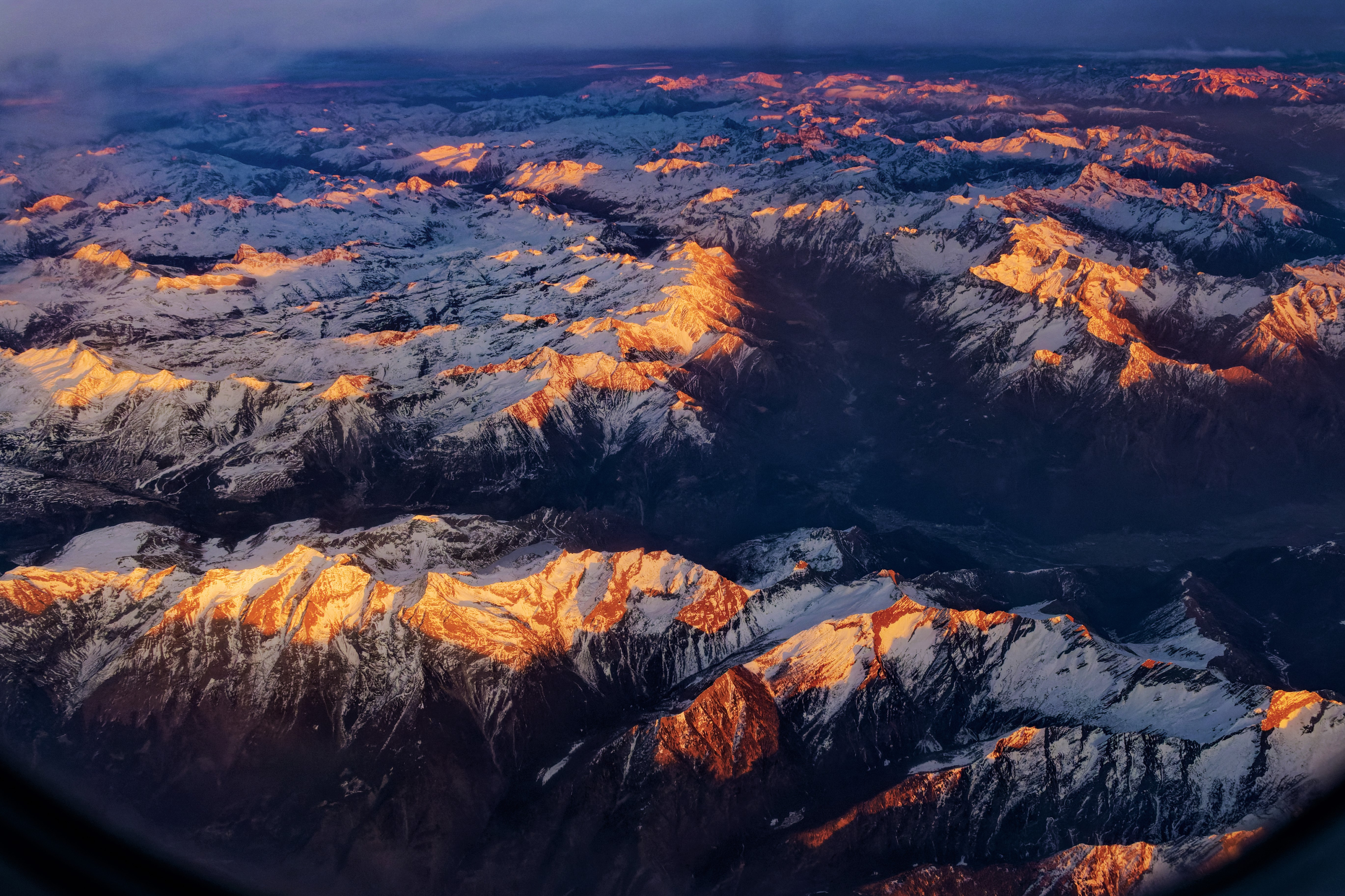
Alpenglow sur les Alpes suisses vues du ciel

L’alpenglow (en italien : enrosadira ; en allemand : Alpenglühen) est un phénomène optique qui se présente sous la forme d'une lueur rougeâtre horizontale près de l'horizon opposé du Soleil lorsque le disque solaire est juste en dessous de l'horizon. Cet effet est facilement visible lorsque les montagnes sont éclairées, mais également lorsque les nuages sont éclairés par rétrodiffusion.
Le terme est généralement confondu pour désigner toute lumière du lever ou du coucher du soleil réfléchie par les montagnes ou les nuages, mais la vraie lumière de l'alpenglow n’est pas la lumière directe du Soleil et n’est visible qu’après le coucher ou avant le lever du soleil.

## Description et cause

Rayon 1 venant du Soleil après son coucher ou avant son lever est bloqué alors que le numéro 2 est réfléchi par le nuage.

L'alpenglow a trois phases au coucher du soleil :
- Premièrement, la coloration habituelle du sommet de la montagne est observée aux faibles altitudes du Soleil h0 sur l'horizon (h0 < 2°) ;
- Deuxièmement, il y a l'alpenglow proprement dit qui se produit quelques minutes après la décoloration de la première couleur (h0 sous 0°). Les pics sont toujours à la lumière directe du Soleil et leurs couleurs sont plus pures et souvent plus roses qu’auparavant. La limite de l'alpenglow peut d'abord se produire alors des centaines de mètres au-dessous du sommet, puis se déplace vers le haut, et finalement disparaît avec l'apparition de l'ombre de la Terre ;
- Troisièmement, la post-lueur qui se produit presque simultanément avec le premier rayon pourpre de l'heure bleue. Les pics ne sont plus à la lumière directe du Soleil et l'illumination est plus diffuse que dans les premiers stades. Ce stade dure plus longtemps que les deux autres (-5° < h0 < -9°) et sa couleur varie du jaune au violet. Une seconde luminescence a été rapportée et est associée à la rareté d'une seconde lumière violette.

Le processus inverse se produit au lever du soleil mais cet alpenglow semble être beaucoup moins commun qu'au coucher du soleil. Les couleurs du matin sont plus roses et violettes, alors que celles du soir sont plus orange et rouges.
Le phénomène de l'alpenglow peut se manifester de manière très différente selon les périodes de l'année et peut varier considérablement d'un jour à l'autre en fonction des phénomènes météorologiques.
Comme le Soleil est au-dessous de l'horizon, il n'y a pas de chemin direct permettant au Soleil d'atteindre la montagne. Contrairement au lever ou au coucher du soleil, la lumière qui cause l’alpenglow est réfléchie par les précipitations, les cristaux de glace, les nuages ou les particules en suspension dans l’atmosphère. Ces conditions font la différence entre un lever ou un coucher de soleil normal et l'alpenglow. Après le coucher du soleil, en l'absence de montagnes, les aérosols de la partie orientale du ciel peuvent être éclairés de la même manière par la lumière rouge. Cette lumière rétrodiffusée projette une bande rosâtre opposée au Soleil.
Les variations de couleurs et de durée sont donc dues aux différentes positions du Soleil au cours de l’année et à l’atmosphère. Ce phénomène se produit dans toute région montagneuse, comme les Dolomites, surtout à l'aube sur les faces orientales. Au coucher du soleil, les murs orientés vers l'ouest peuvent se colorer de ce phénomène.
Le phénomène est accru par la réflectivité du type de parois rocheuses : par exemple, les Dolomites sont formées par la dolomie, un composé de carbonate de calcium et de magnésium exhibant des couleurs intenses. Des aspects similaires du phénomène sont visibles en général sur les montagnes calcaires, comme sur le Gran Sasso ou même sur les hauts plateaux carbonatés du Supramonte (it) sarde.

## Légende

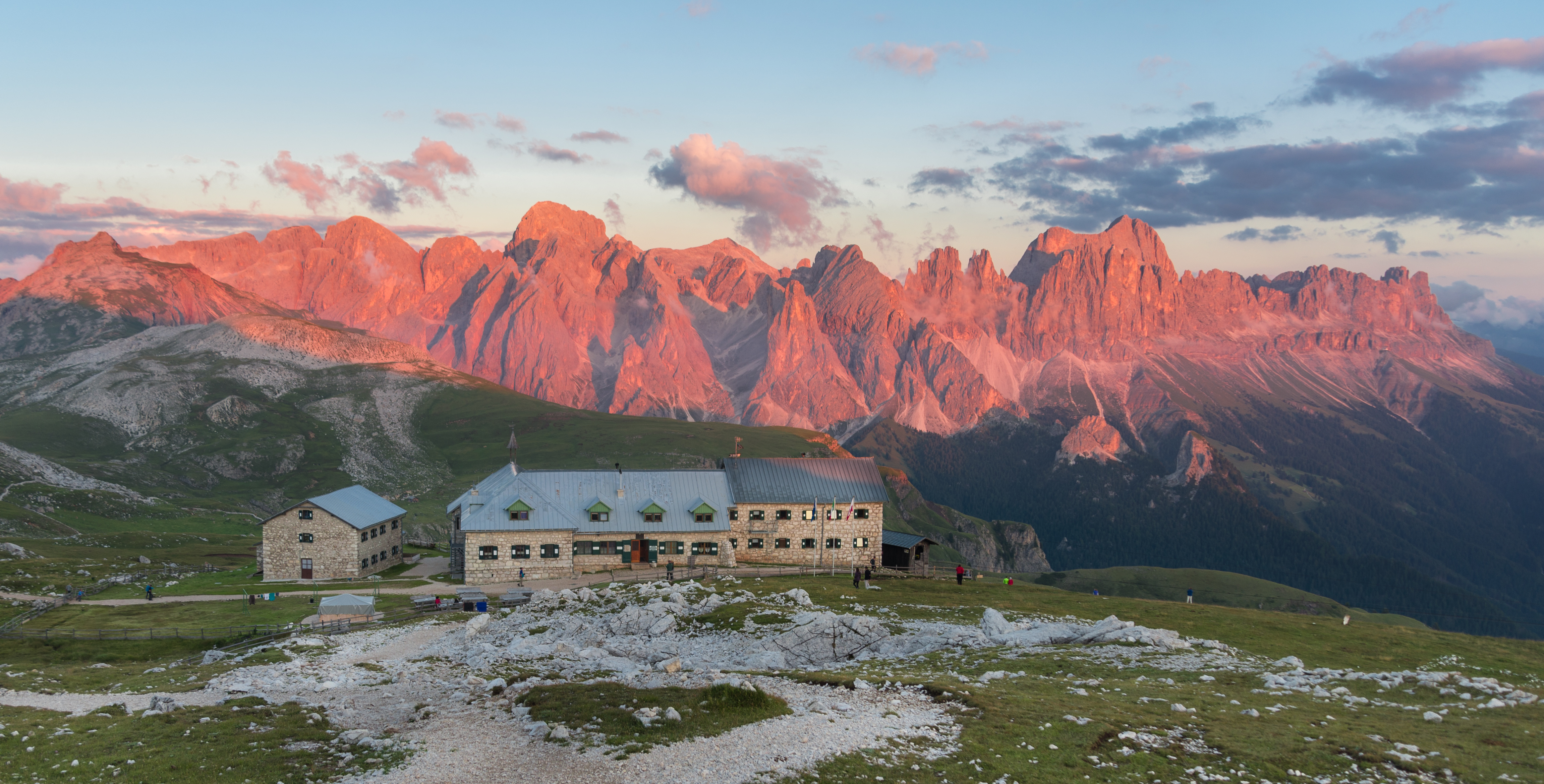
L'alpenglow sur le Cartinaccio est sans doute à l'origine de la légende du roi Laurin.

Une légende du Tyrol du Sud, sans doute inspirée par les lumières de l'alpenglow, raconte que le roi des nains, nommé Laurin, possédait une magnifique roseraie sur les flancs du Cartinaccio.
Le roi Laurin en tomba un jour amoureux d’une princesse d’un royaume voisin, et l’enleva pour en faire sa femme. Mais le père de la princesse partit chercher sa fille. Après avoir cherché partout, le père finit par trouver le royaume de Laurin, grâce à sa roseraie, et à libérer sa fille.
Affligé d’une profonde tristesse, le roi des nains jeta un sort pour pétrifier sa roseraie, coupable d'avoir trahi la position de son royaume : ni jour ni nuit, aucun œil humain ne l'aurait admiré. Mais la légende dit qu'il oublia le coucher du soleil quand, aujourd'hui encore, le jardin redevient perceptible, et éclaire le Cartinaccio d’un rouge profond même après le coucher du soleil.

## Musique
Le groupe finlandais de métal symphonique Nightwish a honoré le phénomène naturel avec une chanson, Alpenglow, tirée de l'album 2015 de Endless Forms Most Beautiful.
C’est également le sujet de la chanson Aspenglow de John Denver parue dans l’album Take Me to Tomorrow (en), et dont le titre fait référence à la ville d'Aspen (Colorado).

## Galerie

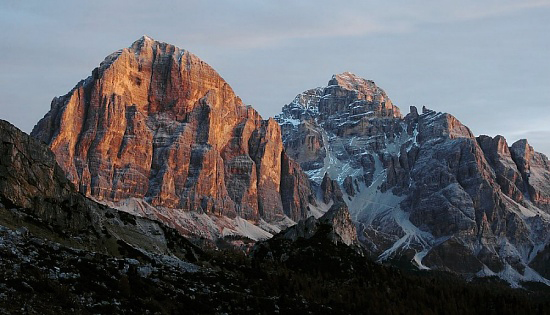
L'effet de l'alpenglow sur les Tofane.
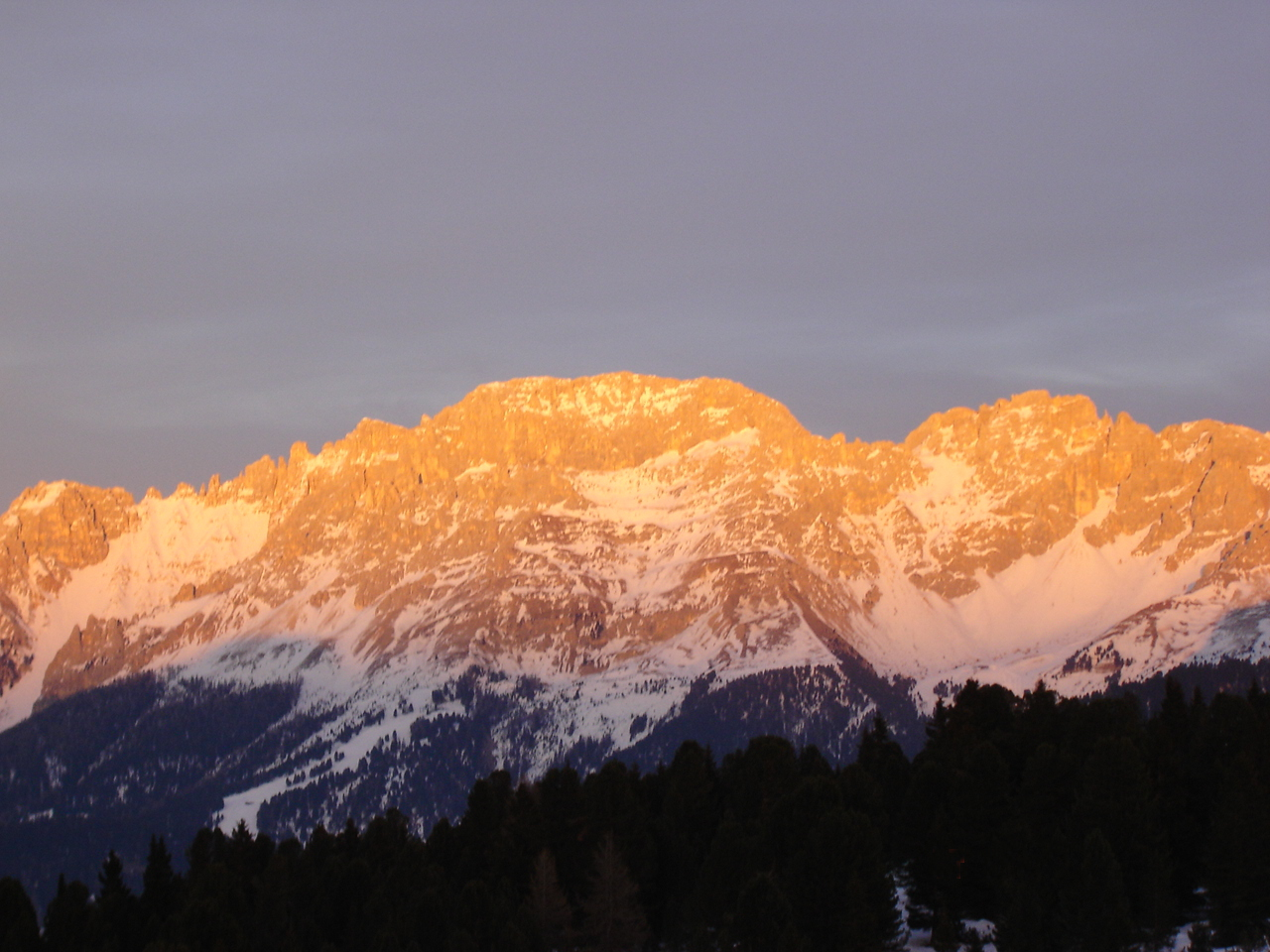
L'alpenglow sur le Catinaccio.
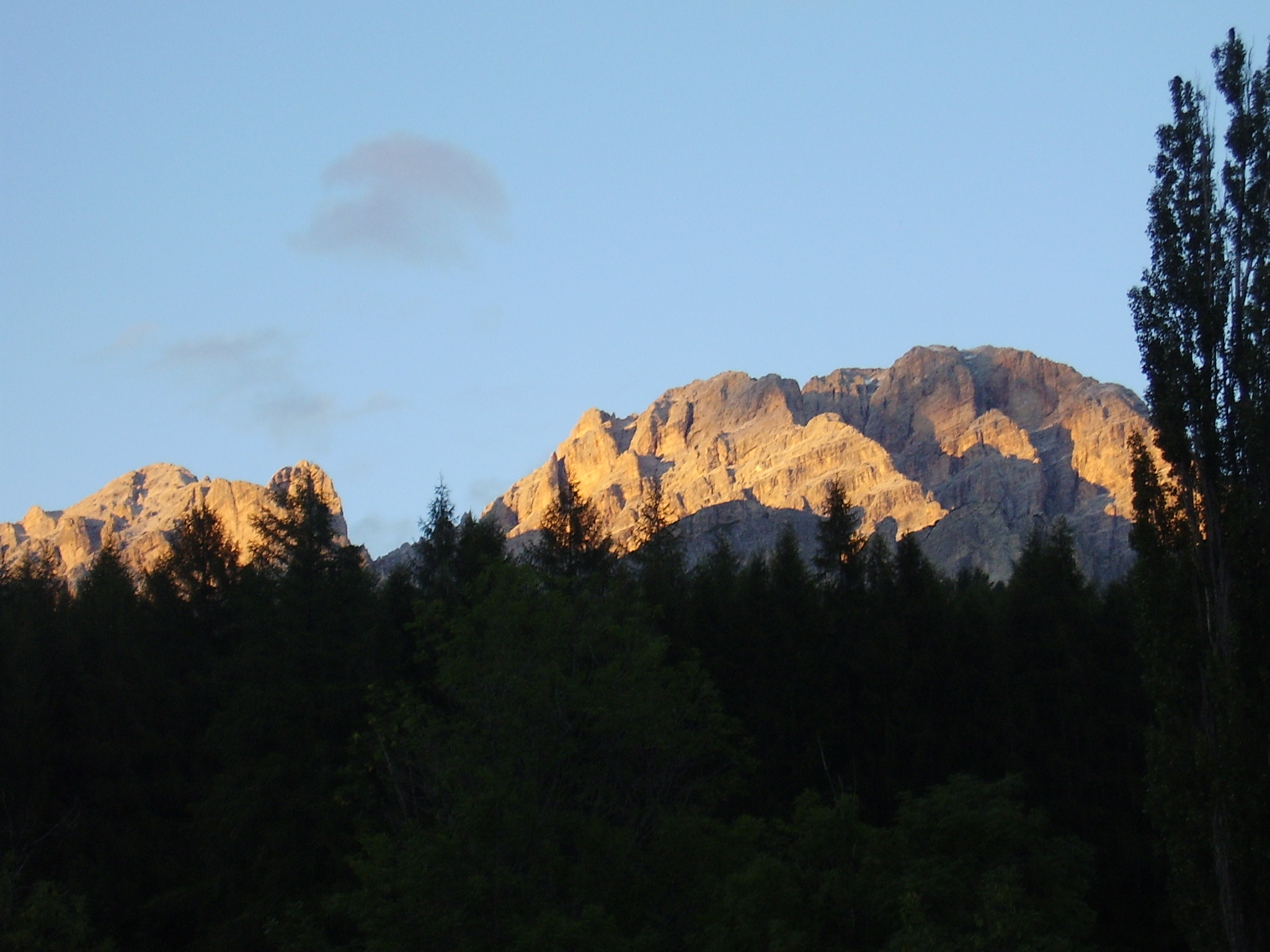
L'alpenglow sur le Monte Cristallo.
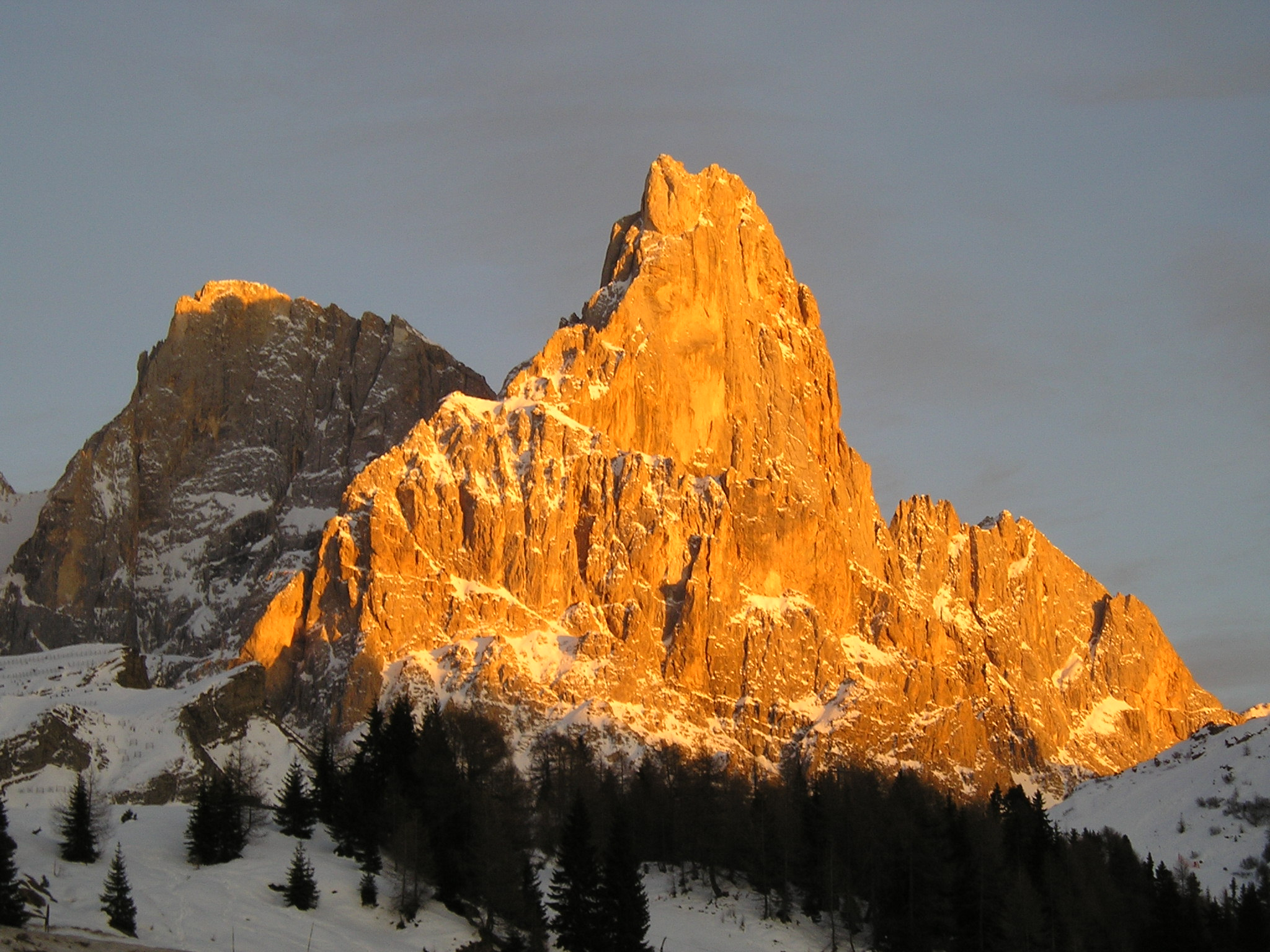
L'alpenglow sur le Cimon della Pala.
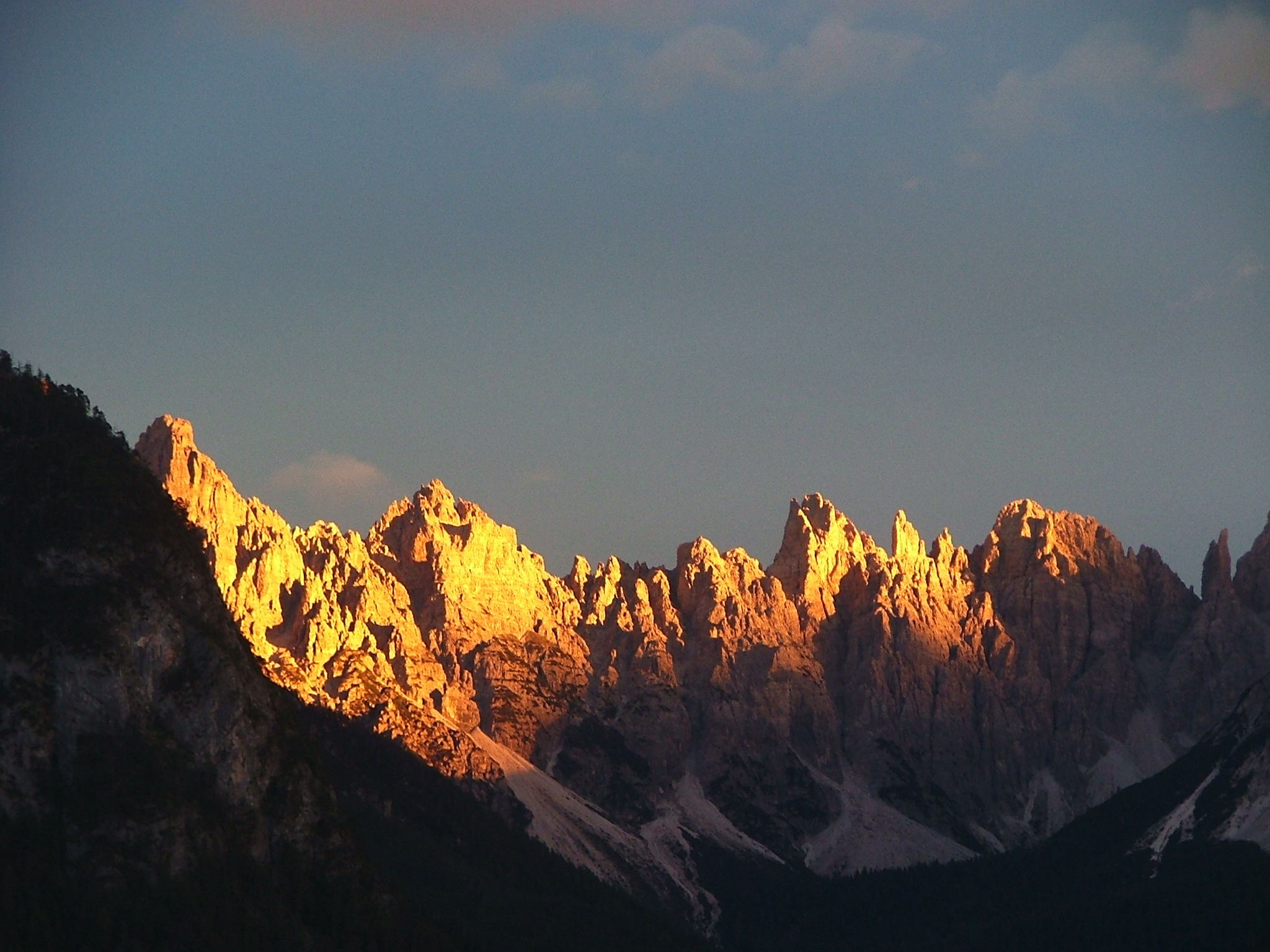
L'alpenglow sur le Spalti di Toro (it)